# Jack Fields
Jack Milton Fields, Jr. (Humble, 3 febbraio 1952) è un politico statunitense, membro della Camera dei Rappresentanti per lo stato del Texas dal 1981 al 1997.

## Biografia
Nato in un sobborgo di Houston, Fields si laureò in legge e lavorò nel settore privato per diversi anni, fin quando entrò in politica con il Partito Repubblicano.
Nel 1980 si candidò alla Camera dei Rappresentanti e riuscì a sconfiggere di misura il deputato democratico Robert C. Eckhardt, in carica da quattordici anni. Successivamente venne riconfermato per altri sette mandati, finché nel 1996 annunciò il suo ritiro dalla politica attiva. Tre anni prima, Fields si era candidato al Senato per un'elezione speciale indetta al fine di assegnare il seggio lasciato da Lloyd Bentsen, ma non era riuscito ad accedere al ballottaggio, che era poi stato vinto da Kay Bailey Hutchison.
Dopo aver lasciato il Congresso, Fields entrò nel mondo degli affari e divenne membro di vari consigli di amministrazione.